# PowerCinema
CyberLink PowerCinema ist eine Multimedia-Software, die als Alternative zum Windows Media Center ausgelegt ist und sowohl unter Windows als auch unter Linux auf Home Theater Personal Computern (HTPC) läuft. Die Software wurde von dem Unternehmen CyberLink mit Sitz in Taipeh, Taiwan, konzipiert, welches auch der Lizenzinhaber ist. Die bisher neuste Version ist PowerCinema 6.
Die Features von PowerCinema umfassen die Wiedergabe von DVDs, Videodateien und Musik und die Anzeige von Fotos. In Kombination mit einer TV-Tunerkarte ermöglicht es PowerCinema, Fernseh- und Radiosendungen aufzunehmen, entweder durch direkte oder programmierte Aufnahme über elektronische Programmführer.
CyberLink bietet eine Einzelhandelsversion von PowerCinema auf seiner Website an, die eine TV-Tunerkarte umfasst. Daneben werden allerdings mehr auf die Wünsche von OEM-Kunden zugeschnittene Versionen von PowerCinema verkauft. PowerCinema ist auf vielen Computern der bekanntesten Computermarken zu finden, allerdings oft unter einem anderen Namen.
Unter anderem ist PowerCinema auf Computern folgender Hersteller vorinstalliert:
- Medion
- Dell – the Dell Media Experience
- Acer – Acer Arcade
- BenQ – Q-media
- Logitech
- NECCI
- Lenovo – Shuttle Center
- JVC
- ATI – Red
- Packard Bell – PowerCinema
- HP – QuickPlay

Der Hauptkonkurrent von PowerCinema ist das Windows Media Center.

## Geschichte
PowerCinema hat sich aus einem anderen CyberLink-Produkt namens PowerVCR entwickelt. PowerVCR war seinerzeit auf die Aufnahme von Videos mit dem PC ausgerichtet. Eine frühe Variante, digitale Videos aufzunehmen, wurde langsam in ein erweitertes Produktkonzept umgewandelt, das zudem DVD-Wiedergabe umfasst hat. Das neue, überarbeitete Oberflächendesign wurde implementiert, weil Microsoft zu diesem Zeitpunkt begann, das Konzept des „Digitalen Zuhauses“ mit Media-Center-PCs zu bewerben.
Die erste Entwicklung von PowerCinema kann vor allem in Zusammenhang mit Microsofts Windows XP Media Center Edition gesehen werden. Microsoft hatte sich zum Ziel gesetzt, den PC als Ersatz des Fernsehgerätes auszubauen und zu erweitern und den PC zu einem „Mediencenter“ zu machen, der Fernsehen, Fotos, Videos und Musik in einem Gerät bündelt und bereitstellt. Dem Anwender sollte es ermöglicht werden, auf dem Sofa zu sitzen und ohne aufstehen zu müssen über die Fernbedienung durch Fernsehsendungen zu zappen oder durch Musik, Fotos oder Videos zu browsen. Wie die Windows Media Center Edition bietet auch PowerCinema die Möglichkeit, auf das Internet zuzugreifen und die Funktionalität über Plug-ins und andere Module zu erweitern.
PowerCinema bietet OEM-Kunden eine billigere Alternative zur Windows Media Center Edition, was unter anderem der Grund dafür ist, dass PowerCinema auf so vielen Computern vorinstalliert ist. Ein weiterer Grund ist, dass CyberLink bereit ist, nicht nur die Features, sondern auch das Design den Wünschen der OEM-Kunden anzupassen und mit deren Namen zu versehen.
Die erste Einzelhandelsversion wurde 2004 als PowerCinema 3 veröffentlicht.

## Produktentwicklung
PowerCinema 1-2, 2002-3
Produkttyp: OEM
PowerCinema 3, 2004
Produkttyp: OEM und Einzelhandel
Module:
- Fernsehen – digital und analog
- DVD-Wiedergabe
- Fotos
- Videos
- Musik
- Radio

PowerCinema 4, 2005
Produkttyp: OEM und Einzelhandel
Module:
- Fernsehen – digital und analog
- DVD-Wiedergabe
- Fotos
- Videos
- Musik
- Radio
- Extras – erhältlich als Downloads

PowerCinema 5, 2006
Produkttyp: OEM und Einzelhandel
Module:
- Fernsehen – digital und analog
- DVD-Wiedergabe
- Fotos
- Videos
- Musik
- Radio
- Nachrichten
- Wetter
- RSS-Web-Feeds
- Extras – erhältlich als Downloads

## Kritiken und Tests
- PowerCinema 5 Test und Download der Frankfurter Allgemeinen Zeitung
- PowerCinema 5 Test der PC-Welt